# Takahiro Sekine
Takahiro Sekine (関根 貴大, Sekine Takahiro) est un footballeur japonais né le 19 avril 1995. Il évolue au poste de milieu de terrain.

## Biographie
Avec l'équipe du Japon des moins de 19 ans, il participe au championnat d'Asie des moins de 19 ans en 2014. Le Japon est éliminé en quart de finale par la Corée du Nord.
Il participe à la Ligue des champions d'Asie avec le club des Urawa Red Diamonds. Lors de cette compétition, il inscrit un but contre le FC Séoul en février 2017.

## Palmarès
- Vice-champion du Japon en 2014 et 2016 avec les Urawa Red Diamonds
- Finaliste de la Coupe du Japon en 2015 avec les Urawa Red Diamonds
- Vainqueur de la Coupe de la Ligue japonaise en 2016 avec les Urawa Red Diamonds
- Finaliste de la Supercoupe du Japon en 2015 avec les Urawa Red Diamonds